# Furkan Aydogdu
Furkan Aydogdu (* 6. Juni 1988 in Terme) ist ein türkisch-österreichischer Fußballspieler.

## Karriere
Aydogdu begann seine Karriere beim ASK Elektra Wien, ehe er zum First Vienna FC 1894 wechselte. 2005 spielte er wieder für drei Monate für die Elektra, ehe er zum SV Donau Wien ging. 2006 wechselte er eine Liga tiefer zum SR Donaufeld Wien. 2008 ging er nach Niederösterreich zur SV Schwechat. Nach einem halben Jahr ging er im Sommer 2008 ins Burgenland zum SC-ESV Parndorf 1919, mit dem er zwei Mal in der Relegation den Aufstieg in den Profifußball verpasste. 2011 kehrte er wieder nach Wien zurück, diesmal spielte er für die Regionalligamannschaft des FK Austria Wien. 2012 wechselte er zum Profiverein FC Lustenau 07 nach Vorarlberg. Sein Profidebüt gab er am 1. Spieltag 2012/13 gegen den SV Grödig. 2013 wechselte er zum Bundesligaverein SV Ried nach Oberösterreich. Sein Bundesligadebüt gab er am 3. Spieltag 2013/14 gegen den FK Austria Wien. Nach einem halben Jahr wechselte er jedoch wieder in die zweite Liga, diesmal in die Steiermark zum TSV Hartberg. Wieder nach einem halben Jahr wechselte er nochmals nach Wien, diesmal zum Aufsteiger Floridsdorfer AC. Nach der Saison 2015/16 verließ er den FAC.
Zur Saison 2016/17 wechselte er in die Türkei zum Drittligisten Sarıyer SK. In der Winterpause jener Saison kehrte er nach Österreich zurück, wo er sich dem viertklassigen FC Karabakh Wien – dem späteren FC Mauerwerk – anschloss. Weitere Stationen waren der FV 1210 Wien (2018), der TUS Obergänserndorf (2019), das Team Wiener Linien (2019–2020), der SC Ostbahn XI (2020–2022), der SK Wullersdorf (2022–2023) und der FC Eintracht Wien (seit 2023).